# Longtan-Staumauer
Die Longtan-Staumauer steht am Fluss Hongshui He, einem Nebenfluss des Perlenflusses (Pearl River) im autonomen Gebiet Guangxi der Zhuang in Südchina. Das Bauwerk dient vor allem der Stromerzeugung, aber auch zur Wasserregulierung. Baubeginn war am 1. Juli 2001 und die Fertigstellung wurde im Dezember 2009 gefeiert.
Der Longtan-Talsperre ist in China ein weiteres Großprojekt neben dem weltweit bekannten Drei-Schluchten-Projekt am Jangtse und der Xiaolangdi-Talsperre am Gelben Fluss. Die Staumauer ist mit 216,5 m derzeit die höchste Walzbeton-(RCC)-Staumauer der Welt. Die Verwendung von Walzbeton für derart große Gewichtsstaumauern hat sich erst in den letzten ca. 20 Jahren entwickelt. Hierbei handelt es sich um einen sehr steifen Beton, der in Lagen geschüttet und mit Walzen verdichtet wird. Trotz des meist höheren Betonvolumens gegenüber konventionellen gebogenen Mauerbauweisen ergeben sich häufig wirtschaftliche Vorteile aufgrund von günstigeren Material- und Herstellkosten. 
Die Staumauer ist mit Schleusen versehen, durch die Schiffe in der Lage sind, den Höhenunterschied von 179 m zu überwinden. Außerdem gibt es ein Schiffshebewerk mit einer Hubhöhe von 68,5 m und Trogmaßen von 40 m × 10,8 m × 1,8 m, das Schiffe bis zu 250 t befördern kann.
Das unterirdische Wasserkraftwerk beeindruckt ebenfalls durch seine Größe. Die Abmessungen der Kaverne betragen: Länge 388 m, Breite 28 m, Höhe 74 m. Der erste Strom ist im Mai 2007 erzeugt worden. Die installierte Kraftwerksleistung wird mit 6426 MW angegeben´und die jährliche Stromerzeugung wird auf 18,7 TWh geschätzt. 
Die Baumaßnahme erforderte die Umsiedlung von 80.000 Personen. Andererseits sollen durch den Stausee zukünftig 3,0 Millionen Bewohner und 67.000 Hektar landwirtschaftliche Fläche vor Hochwasser geschützt werden. 